# پایک (حوزه سرشمار)، نیویورک
پایک (به انگلیسی: Pike) یک منطقهٔ مسکونی در ایالات متحده آمریکا است که در شهرستان وایومینگ، نیویورک واقع شده‌است. پایک ۲٫۶ کیلومتر مربع مساحت و ۳۷۱ نفر جمعیت دارد و ۴۷۱ متر بالاتر از سطح دریا واقع شده‌است.